# История на Хърватия
Историята на Хърватия от идването на хърватите на Балканския полуостров до края на Първата световна война, може условно да се раздели на четири основни периода.

## Първи период
Първият период започва през 7 век с идването на хърватите по днешните си земи и завършва през 1102 година със сключването на т.нар. „Pacta conventa“. В продължение на повече от 450 години хърватите водят успешни отбранителни войни срещу франките, венетите, арабите, маджарите, българите и византийците.

### Заселване на хърватите на Балканския полуостров
Византийският император Константин VII Багренородни (912 – 959) в труда си „За управлението на империята“ пише за идването на хърватите в Далмация, Илирия и Панония, за покоряването на аварите, част от които биват асимилирани от хърватите. В този труд се посочва още, че хърватите идват в сегашната си родина като съюзници на византийския император Ираклий в борбата му срещу аварите. След победата над аварите хърватите, вместо да се върнат по старите си земи, остават в новата си родина. Тя включва шест географски области които биват плътно заселени с хървати: Кроация (или Централна Хърватия), Далмация, Истрия, Славония, Босна и Херцеговина.
Още през 7 век Светият престол осъществява първите си контакти с хърватите, което е отразено в папския летопис „Liber pontificalis“, където е записано, че папа Йоан IV (640 – 642) изпраща в Далмация и Истрия своя абат Мартин да плати откуп за пленници и за костите на стари християнски мъченици.
Хърватите, скоро след заселването си на Балканския полуостров, приемат християнството, благодарение на гъвкавата политика на Светия престол, който прилага правилата на папа Григорий I за прилагане на християнските принципи към езическите обичаи и храмове на новопокръстените народи (постепенно покръстване).

### Хърватски княжества
През първите три века след заселването на хърватите на Балканския полуостров, обществения и политическия им живот се развива в три хърватски княжества: в Далмация, в Панония и по поречието на река Неретва.
Най-известният княз на Панонска Хърватия е Людевит (ок. 810 – 823), който води редица успешни битки срещу франките. Други князе на панонското хърватско княжество са: Войномир (791 – ок. 810), Ратимир (829 – 838) Браслав (880 – 897).
Като първи княз на Далматинска Хърватия се споменава Порга, който управлява през втората половина на 7 век. През втората половина на 8 и началото на 9 век, княз Вишеслав воюва срещу франките. От времето на неговото царуване е запазен кръщелен купел от катедрала в Нин. След княз Вишеслав, начело на далматинското княжество застава княз Борна (ок. 810 – 821), който воюва заедно с франките срещу Византия и срещу далматинския княз Людевит. Борна е наследен от племенника си Владислав (821 – 835). Тогава започва столетният конфликт между хърватите и венецианците за Адриатическо море. По времето на княз Мислав (ок. 835 – 845) и княз Търпимир (ок. 845 – 864), далматинското княжество става все по-силно. Княз Търпимир воюва с венецианците, византийците и българите. Наследява го княз Домагой (ок. 864 – 876), който води успешни войни срещу арабите, венецианците и византийците, както и тежка седемгодишна война с франките, в която хърватите успяват да извоюват независимостта си. Синовете на Домагой управляват от 876 до 878 година. Княз Здеслав (878 – 879), с помощта на Византия ги прогонва, но го сполетява подобна съдба, след като народът се разбунтува, недоволен от политиката му. На престола тогава се възкачва княз Бранимир (879 – ок. 892), който спечелва благоразположението на папа Йоан VIII. След Бранимир на престола идва княз Мунцимир, баща на последния хърватски княз и първия хърватски крал Томислав (910 – 928).

### Хърватско кралство
Папа Йоан X, в писмо от 925 година, провъзгласява княз Томислав за хърватски крал и тази година се смята за начало на хърватското кралство. По времето на крал Томислав Хърватия се нарежда сред силните държави в Европа и води войни с българския цар Симеон I.
Наследниците на крал Томислав, неговият по-малък брат, Търпимир II, и след него Крешимир I, успяват да запазят хърватското кралство. Обаче след ранната смърт на крал Крешимир I, бан Прибин предизвиква вътрешни размирици в борба за престола, при които бива убит наследникът на престола, Мирослав. Хърватската войска и флота намаляват значително, а границите на кралството се свиват. Крал Михайло Крешимир II се заема да възстанови отслабеното кралство, задача, която продължава успешно впоследствие и неговият син, Стефан Държислав, който по време на 28-годишното си управление връща мощта на кралството. След неговата смърт обаче тримата му сина Светослав Суроня, Крешимир III и Гоислав започват междуособици, които нанасят най-тежкия удар на хърватската държава и повличат след себе си и дългогодишни войни с Венеция за Далмация.
След Крешимир III на престола сяда неговият племенник Стефан I Крешимирович, който започва обновяване на хърватското кралство. През 1058 г. го наследява синът му, крал Петър Крешимир IV, при когото Хърватия достига най-голямото си могъщество като дори успява да присъедини далматинските градове и острови. От 1075 до 1089 г. на хърватския престол е крал Димитър Звонимир, който провежда сериозни реформи в икономическия и обществен живот. Установява също така здрави връзки с папа Григорий VII, чийто легат го коронясва през 1075 г. за крал на Хърватия и Далмация, укрепва църковното единство, допринася много за налагането на глаголицата в писмеността, за което свидетелства най-важния паметник на хърватската глаголическа писменост, Башчанската плоча.
След Звонимир на престола се качва за две години последният крал от династията Търпимировичи, Стефан II, а след неговата смърт в началото на 1091 г. в Хърватия настъпват големи безредици, оказали се фатални за хърватската държава. Последният хърватски крал от хърватски произход, крал Петър, загива в бой на планината Гвозд, носеща днес неговото име, Петрова гора. Съпругата на крал Звонимир, Елена Унгарска, сестра на унгарския крал Ласло I помага на брат си да стане хърватски владетел.

## Втори период
Вторият период, през който хърватите имат общ крал с унгарците, обхваща периода от 1102 до 1526 г. През този период хърватите отблъскват татарите, успешно воюват с Венеция и Византия, а по-късно с Османската империя, за Далмация и за оцеляване. Непрекъснатите войни все повече утвърждават хърватско-унгарските връзки, олицетворявани отначало само от кралската особа.

### Pacta Conventa
Смъртта на крал Петър през 1097 г. не оказва негативно влияние върху военната мощ на хърватите, които задържат хърватско-унгарската граница по река Драва. При тези обстоятелства през 1102 г. се стига до сключване на съглашение между хърватите и унгарския крал Калман, известно като „Pacta Conventa“, според което унгарският крал става общ крал на хървати и унгарци, като двете държави запазват самостоятелността си. Има много причини, довели до това фатално съглашение, но една от тях е тайното споразумение на хърватските аристократи с унгарския крал.
В Биоград на Мору Калман бива коронясан за крал на Хърватия и Далмация, а той обещава всички държавни права на Хърватското кралство, като признава на хърватската аристокрация и допълнителни привилегии. Срещу това хърватските аристократи се задължават да подкрепят краля по време на война.
Всички владетелски права на хърватския крал преминават в ръцете на Калман и неговите наследници, а именно: да назначават банове, да дават привилегии и дарения, да ратифицират приетите от Сабора закони, да събират данъци и мита, да ползват кралските земи на някогашната хърватска династия, върховно командване на хърватската войска и определяне на външната политика. По този начин Хърватия на практика губи своята независимост, но спомага за вътрешна консолидация.

### Antemurale Christianitatis
През 1453 г. турците превземат Константинопол и папа Каликст III призовава всички християнски народи на кръстоносна война. В тази война участват и много хървати. Един от тях е Иван Капистран, францискански монах, предвождащ хърватските бойци в битката край Белград през 1456 г., обявен по-късно за светец.
Вековете 16 и 17 са наречени в хърватската история „два века на плач“, поради жестоките битки, които хърватите водят с многократно по-многобройната турска армия. Тежък удар е загубата на повече от 10000 хърватски войници, загинали през 1493 г. в битката на Кърбавското поле. През 1519 г. Хърватия получава от папа Лъв X почетното название „Antemurale Christianitatis“ („авангард на християнството“).
През почти 400-годишния период на войни срещу завоевателите се прославят множество знайни и незнайни хърватски войници.

## Трети период
Третият период започва с  битката на Мохачкото поле през 1526 г., а завършва със смъртта на крал Йосиф II през 1790 г. През този период хърватите успяват трайно да отблъснат турците. След победата край Сисак през 1593 г., хърватите започват да си възвръщат изгубените територии, обаче голяма част от териториите им е безвъзвратно изгубена. Същевременно, хърватите водят борба и за правата си, които все повече са застрашени от плановете на Виенския двор за централизация на властта и за германизация на всички народи в Хабсбургската монархия. През този период стават големи етнически промени по хърватските земи – заселват се голям брой сърби в Срем, Славония и хърватската военна погранична област.

### Хърватите избират Хабсбургите за свои крале
Тъй като край Мохач загива последният Ягело, Людвиг II, крал на Унгария и Хърватия, а на Хабсбургите вече е обещана короната, и те са единствената реална сила, която може да организира отбраната на Хърватско, естествено е хърватите да ги изберат за свои владетели. Освен това, Хабсбургите помагат и преди това за защитата на Хърватско, защото през нея минава пътят към наследените територии Щирия, Каринтия и Крайна.
Поради тези причини, хърватите, независимо от унгарците, избират през 1527 за свой крал Фердинанд I, но при условие да помогне за отбраната на Хърватско и да уважава всички нейни стари права и свободи. По този начин потвърждават елементите на държавността си и статута на свободно кралство. Обаче част от славонската и унгарската аристокрация избират за свой крал граф Ян Заполски, което води до избухване на гражданска война, продължила до смъртта на Заполя през 1540 г. През това време турците постоянно нападат от Босна и през 1528 г. превземат град Яйце, който е на най-предната линия на отбраната на Хърватско, а през 1532 г. тръгват с основната си армия към Виена. Хърватите, начело с Никола Юришич успяват да спрат турското напредване към Виена, но постепенно една след друга падат непревземаеми хърватски крепости: през 1536 г. пада Пожега, главният стълб на отбраната на Славония, а през 1537 година – Клис в Далмация.

### Селско въстание
През 1573 година, след като напразно се оплакват на краля и бана от престъпленията, извършвани от чужди благородници, селяните, в знак на протест престават да плащат нереално високите данъци. Един от най-жестоките аристократи, Ференц Тахи, изпраща въоръжените си наемници да съберат данъците, но селяните ги посрещат също с оръжие. Заради тази съпротива хърватският Сабор обявява селяните за предатели, на което те отговарят с всеобщо въстание. За водач на въстанието бива избран Амброз Губец, по-късно наречен Матия Губец от Горня Стубица. Селското въстание е характерно най-вече с това, че има програма за установяване на селска власт, която да води сметка за данъците и другите налози за отбраната на Хърватско от турците.
Въстанието избухва в края на януари 1573 г. и бързо обхваща голяма част от Хърватско и Словения. Обаче армията бързо го потушава. На 5 февруари 1573 словенските селяни са разбити край Кръшко, а на следващия ден е разбита и селската войска край Керестинце. Малко по-дълго имат успех единствено бунтовниците на Губец в хърватското Загорие. На 9 февруари 1573 г. се води последният бой между бунтовниците на Губец и войската, ръководена от Гашпар Алапич. След като селяните почти спечелват тази битка, идва подкрепление за Алапич и бунтовниците са разгромени. Матия Губец е заловен и на 14 февруари 1573 г. е екзекутиран на площад Марков търг в Загреб.

### Възникване на пограничните военни области
За отбраната на Хърватия и Славония от постоянните турски набези в Сен, Огулин, Бихач, Храстовица, Жумберак, Иванич, Крижевци и Копривница се организират т.нар. „капитании“, военни окръзи, които покриват територията от Адриатическо море до Драва. Хърватите укрепяват Сисак за отбрана, а Хабсбургите за тази цел изграждат крепостта Карловац (1579). Скоро всички капитании в Хърватско биват обединени в Карловачката (Хърватската) погранична военна област, а в Славония – във Вараждинската погранична военна област. Тяхното управление и финансиране е директно от Хабсбургите, като техните генерали управляват тези области от Грац, а по-късно – от Виена. Създадена е система военни укрепления и наблюдателни кули, които имат както отбранителни, така и съобщителни функции.
Между Хърватската и Славонската погранична област, в Покупле е оставен пояс от укрепления под прякото командване на хърватския бан, поради което е наречен Банска погранична област или Бановина. По-късно тук се образуват т.нар. „регименти“ (укрепени пунктове) Глина и Петриня. Основен проблем на пограничните военни области е финансирането, въоръжаването и заселването на пустеещите райони. Поради това че хърватският Сабор и бан нямат власт върху по-голямата част от тези области, в края на 16 и през целия 17 век биват заселени власи, като по този начин се променя етническият състав на населението по тези земи.

### Поражение на турците край Сисак през 1593 г.
Беят на Босненския санджак, Ферхад паша, започва да завладява земите между реките Уна и Купа и по поречието на Глина. От 1575 до 1577 г. превзема много хърватски крепости. През 1580 г. Босна става пашалък. През 1592 г. Хасан паша Предоевич решава да превземе Сисак, но през 1593 г. претърпява поражение от хърватския бан Тома Ердьоди. По този начин е спряно настъплението на турците към Загреб и централната част на Хърватско.

### Зринско-франкопанската завера
След поражението на турците край Сисак започва дългогодишна война между Хабсбургите и Османската империя. Тя завършва през 1606 г. и на хърватите биват върнати част от изгубените територии. През 1618 г. започва нова, 30-годишна война с турците. В нея се изявяват братя Зрински, тогава най-влиятелните хърватски аристократи.
През 1664 войската на Хабсбургите разбива турците край унгарското село Санкт Готхард, но Леополд I (1657 – 1705) не се възползва от победата, а сключва неизгоден мирен договор с турците, които запазват завладените хърватски и унгарски земи. Хърватите и унгарците не се съгласяват с условията на този договор, който нарушава правата им, и се вдигат на бунт, оглавяван от хърватския бан Никола VII Зрински. Бунтовниците водят преговори с френския крал Луи XIV, който е в конфликт с Виенския двор, заради европейската му политика. Преговорите не постигат резултат, а на 18 ноември 1664 г. Никола Зрински нелепо загива по време на лов. Мястото му заема по-младият му брат, Петър Зрински, който продължава борбата за правата на хърватите заедно с Фран Кръсто Франкопан и унгарски благородници. Обаче съюзът с унгарците се разпада през 1667 г., след смъртта на водача им Ференц Вешелейни. Скоро след това, чрез измама, са заловени Петър Зрински и Фран Кръсто Франкопан, както и унгарските водачи на бунта. На 30 април 1671 г. Зрински и Франкопан са екзекутирани и погребани тайно. Последва разграбване на имуществото им и унищожаване на семействата им. Гробовете на Зрински и Франкопан са открити чак през 1907 г., а през 1919 г. посмъртните им останки са пренесени в Загребската катедрала. На надгробната им плоча е изсечен стих от Фран Кръсто Франкопан, който е и известен хърватски поет: „Navik on živi ki zgine pošteno“ (Тоз, който загине с чест, живее навеки).

### „Съживена Хърватия“ и Карловицкият мирен договор
През 1683 г. турците за последен път обсаждат Виена, но претърпяват поражение. Окуражени от това, хърватите започват война за освобождение на завладените от турците земи. За 15 години си възвръщат цяла Славония, Бановина, Лика и др. През 1699 г. турците са принудени да сключат в Сремски Карловци мирен договор с Хабсбургската монархия и се изтеглят напълно от Унгария и голяма част от хърватските територии. Този период в хърватската история бива наречен от известния хърватски учен от онова време Павел Ритер-Витезович „Croatia rediviva“ (Съживена Хърватия), макар че Венеция успява да завладее доста територии, населени с хървати.

### „Прагматичната санкция“ от 1712 и абсолютизмът
Тъй като Карл VI Хабсбург няма мъжки наследник, съществува възможност за поделяне на държавата му. С желание да предотврати това, той се стреми да осигури престола на дъщеря си Мария Тереза. Хърватският Сабор помага, като приема през 1712 т.нар. Прагматична санкция, с която, независимо от Унгария, признават женската линия на династията. С този акт за пореден път (както през 1102 и 1527) Хърватско се изявява като самостоятелно кралство и по своя воля си избира владетел. Унгарците се възпротивяват, но все пак през 1715 г. унгарският парламент признава, че не може да се меси в работата на хърватския.
Мария Тереза води първо война с Прусия, а след това участва в Седемгодишната война. Поради заслугите на редица хървати в тези войни, Мария Тереза връща през 1745 г. на хърватския Сабор и бан управлението върху Славония и възстановява древната система на жупаниите, а през 1746 г. реформира хърватско-славонската военна погранична област.
На практика обаче, Мария Тереза налага абсолютизма, не свиква нито хърватския, нито унгарския парламент и провежда политика на насилствена централизация, като управлява чрез издаване на патенти и временни укази. В областта на образованието и икономиката, обаче, се осъществяват редица реформи, въвеждат се облекчения на феодалните задължения на селяните. Тази политика на т.нар. „просветèн абсолютизъм“ бива продължена и от сина на Мария Тереза – Йосиф II Хабсбург (1780 – 1790).

## Четвърти период
През четвъртия период, който продължава от 1790 до 1918 г., хърватите водят борба за териториален суверенитет и независимост. В началото на този период Венеция губи Далмация, която след кратко френско управление (1815), става австрийска област. Поради стремежите на Унгария да заграби хърватските територии, през 1848 г. се стига до война с Унгария. Поради непрестанните безредици и конфликти между католици и мюсюлмани в Босна, Австро-Унгария я завладява през 1878 г., като по този начин целият хърватски народ се оказва в една държава.

### Съюз с Унгария 1790
След десетгодишното управление на Йосиф II, по време на което всички права на хървати и унгарци са премахнати, през 1790 година хърватският Сабор приема решение за съюз с Унгария за общ отпор срещу абсолютизма на Виенския двор. В резултат на това е образувано общо хърватско-унгарско правителство. Това е само временна мярка, но в Унгария се възползват от това и се опитват да наложат своите език, закони и управление и в Хърватия. Оттогава хърватите започват борба на два фронта – срещу унгарския хегемонизъм и срещу австрийския централизъм и германизация.

### Войните на Наполеон
След Френската революция започват войните на Наполеон, които засягат и Хърватско. През 1797 г. престава да съществува Венецианската държава, а териториите ѝ в Далмация са завладени от Австрия. През 1805 г. французите отнемат от Австрия тези земи, а след нова война през 1809 г. завладяват още хърватски и някои западни словенски земи и образуват т.нар. Илирски провинции, които просъществуват до 1813 г. Армията на Наполеон влиза през 1806 г. в Дубровник, а през 1808 е обявен краят на Дубровнишката република. След поражението на Наполеон всички хърватски земи под негова власт попадат под австрийско управление.

### Хърватско народно възраждане
Периодът от 1830 до 1848 г. в хърватската история е известен като „Хърватско народно възраждане“, което възниква под влияние на френската революция и поради силния натиск за германизация и маджаризация, както и вследствие на засиленото икономическо и културно развитие. Благодарение усилията на редица хърватски интелектуалци, като напр. Людевит Гай, Янко Драшкович, както и трудовете на загребския епископ Максимилиян Върховац, се оформя хърватският книжовен език, започват да се издават вестници и списания, учредяват се национални институции. От 1847 г. в Хърватско престава да се използва латинският като официален език, като за тази цел започва да се използва само хърватският. Хърватското възраждане ражда движението на илиризма, което има за цел обединението на всички южни славяни. На практика обаче тази идея не се осъществява.

### Революцията от 1848 – 1849 г.
През 1848 г. избухва революция в Хабсбургската монархия. Хърватите издигат политическа програма под формата на Искания към Виенския двор, а народното събрание избира полковник Йосип Йелачич за бан. Той прекратява всички отношения с Унгария, отхвърля решението от 1790 г. за общо правителство, премахва крепостничеството, образува самостоятелно хърватско правителство. При последвалите заплахи от унгарска страна, бан Йелачич заема отбрана на Хърватско. На практика бан Йелачич контролира всички хърватски територии: той е хърватски бан, управител на пограничните области, както и на Риека и Далмация.
Избухналата в Унгария революция не признава хърватите за отделен народ и заплашва Хърватско с оръжие. Въпреки стремежа на бан Йелачич да не се стига до война, като води неуспешни преговори, войната между унгарци и хървати избухва. Виенският двор, който се нуждае от защита – революцията е обхванала и Виена, подкрепя бан Йелачич. Той води няколко успешни битки и разбива унгарската войска край Виена.
След като Унгарската революция е потушена, новият владетел Франц Йосиф I налага абсолютизма както върху всички наследствени австрийски земи, така и върху земите на хърватите, които помагат на Хабсбургите, така и на унгарците, които вдигат революция. Обаче по време на абсолютизма Йелачич остава бан и продължава да полага усилия за икономическото развитие на Хърватско. Освен това, хърватската католическа епископия се отделя от унгарската. В този период град Загреб се утвърждава като хърватска столица.

### Край на абсолютизма – хърватско-унгарско споразумение от 1868 г.
След поражението на Австрия в Италия през 1859 г., монархът е принуден да премахне абсолютизма, да възстанови конституционното управление, а в самата монархия все повече се дискутира върху въпросите за централизма и федерализма. През 1861 г. е свикан хърватският Сабор, който настоява за обединение на всички хърватски земи: Далмация, Хърватско и Славония, а освен това отказва да влезе във виенския Императорски съвет, като по този начин отхвърля възможността за споразумение с Австрия. Последва ново сближаване с Унгария, но този път при условие да бъде призната териториалната цялост и равноправното положение на Хърватско. Тогава за пръв път в Хърватско се появяват политически партии от съвременен тип и за пръв път се издига идеята за независима хърватска държава.
След ново поражение във войната срещу Италия и Прусия през 1866, Австрия е принудена от централистична държава да се преобразува в двойна монархия: да се раздели на Австрия и Унгария, наречена официално Австро-Унгария. През 1868 година между Унгария и Хърватско се сключва отделен договор, хърватско-унгарско споразумение, според което на хърватите се признава държавна и юридическа обособеност и автономия в управлението, правосъдието, образованието, както и църковна самостоятелност. Освен това, Хърватско има собствен държавен символ и войска. Макар че хърватите не са доволни от това, такъв статут няма никой друг народ в рамките на Австро-Унгария (напр. чехи, поляци и др.).

### Присъединяване на пограничните военни области към Хърватско през 1881 г.
Въпреки че хърватско-унгарското споразумение не е много изгодно за хърватите, особено в икономическата област и данъците, Хърватско се развива бързо, особено в периода на управление на бана реформатор Иван Мажуранич (1873 – 1880).
През 1881 година са премахнати пограничните военни области и управлението им е върнато на Хърватия. Обаче Далмация, Бока Которска и Истрия остават под директно австрийско управление, а Риека и Меджимурие – под унгарско управление, въпреки усилията на хърватския Сабор да обедини всички хърватски земи.

### Първи политически партии в Хърватско
След хърватското народно възраждане възникват и първите политически партии в Хърватско, от която най-силна е Народната партия на епископ Йосип Юрай Щросмайер, известен в България като Йосиф Щросмайер. Идеите на тази партия са за просветно и културно издигане на Хърватско и обединение на всички южни славяни (т.нар. „южнославянска идея“). От 1861 г. съществува и Партия на правото, която се обявява за независима хърватска държава и е против съглашения с Австрия, Унгария или Сърбия.
В края на 19 и началото на 20 век в Хърватско се заражда движение срещу унгарското влияние, а по-късно – и срещу сръбския национализъм. През 1883 в Загреб и Централна Хърватия биват свалени всички унгарски гербове и надписи и антиунгарското движение се разраства дотолкова, че се намесва войската. През 1895 година загребските студенти палят унгарски трибагреници, които за тях са символи на маджаризацията.
През 1902 година в Загреб избухват антисръбски демонстрации, след като местните сърби публикуват във вестника си „Сърбобран“ памфлет, в който обявяват на хърватите война до изтребление. През 1903 година се надига и второ антиунгарско движение.

### Нови политически тенденции от 1903 г.
Второто народно движение от 1903 година повдига нерешения хърватски въпрос в Австро-Унгария. Към това движение се присъединяват и хърватите от Далмация и Истрия. Подкрепят го и други славянски народи от Австро-Унгария. През 1905 г. двама далматински политици- Франо Супило и Анте Трумбич, поставят начало на т.нар. „политика на нов курс“, която има за цел обединяване на всички опозиционни партии на народите, населяващи Австро-Унгария. Към края на 1905 г. в Хърватско се оформя хърватско-сръбска коалиция, която печели мнозинство на изборите през 1906 година.

### Първа световна война и разпадане на Австро-Унгария
След Сараевския атентат през 1914 г. започва Първата световна война. Повечето от опозиционните хърватски политици избягват от Австро-Унгария и основават т.нар. „Южнославянски комитет“ за освобождение на южните славяни в Австро-Унгария и за сътрудничество със Сърбия. Обаче Франо Супило, който е един от учредителите му, го напуска, защото другите членове не са привърженици на федерализма в една бъдеща държава на южните славяни или са колебливи в мнението си.
Австро-Унгария, съставена от множество народи, се разпада, след като изгубва войната през 1918 г. и на нейната бивша територия изникват нови държави.